# Madhubani (schilderstijl)

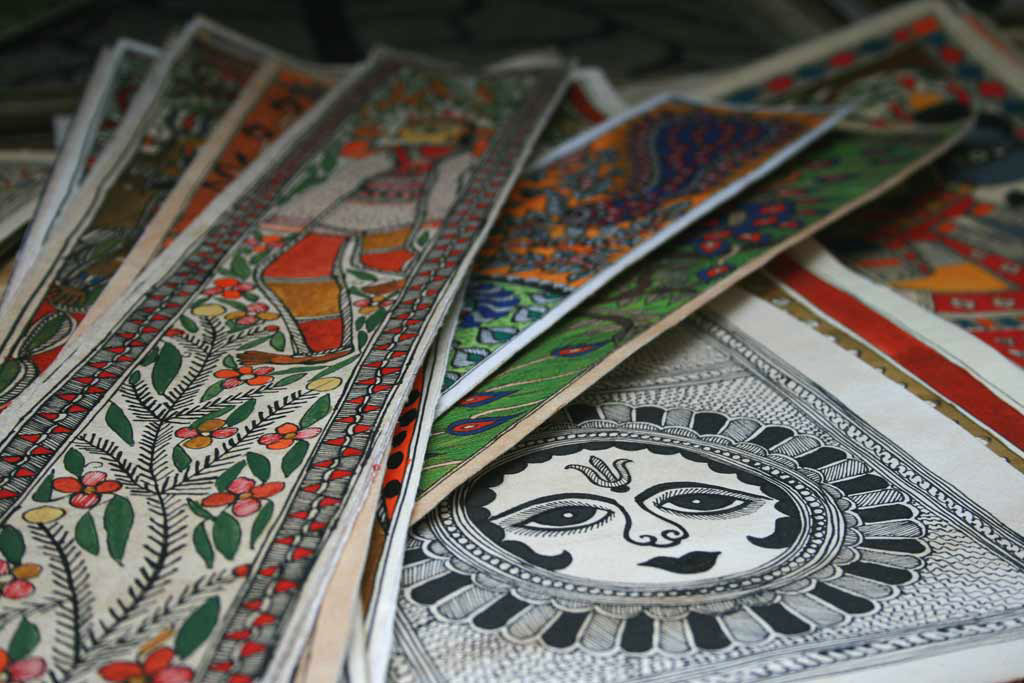
Voorbeelden van Madhubani

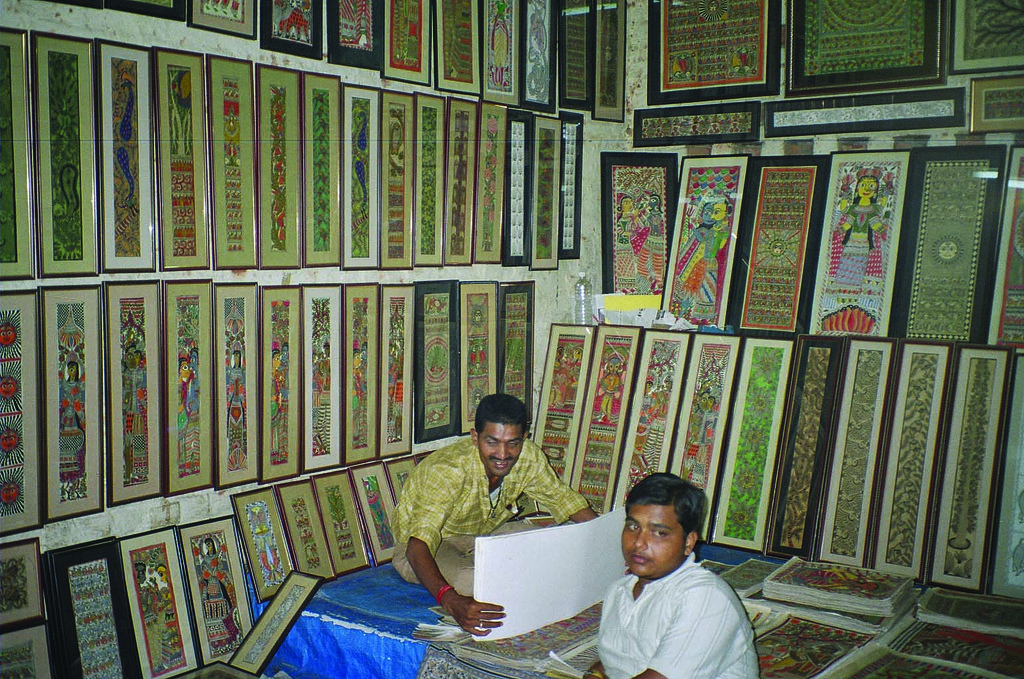
Madhubani in een winkel

Madhubani (ook: Mithila) is een traditionele schilderstijl, beoefend in de regio Mithila (vooral in en rond de plaats Madhubani) in de Indiase deelstaat Bihar. 
Deze schilderkunst kent een lange traditie: volgens sommigen stamt de kunst uit de tijd van de Ramayana. Het zijn vooral vrouwen die de voorstellingen schilderen. Vroeger schilderden ze alleen op de muren van de hut, tijdens festivals, religieuze en sociale gebeurtenissen (een geboorte, huwelijk). Tegenwoordig schilderen ze ook op lappen stof, papier en canvas.
De schilderingen hebben religieuze (Hindoe) motieven (goden als Krishna, Lakshmi, Hanuman of Kali), sociale gebeurtenissen als het huwelijk of onderwerpen uit de natuur (de zon, tijgers). Het schilderen van goden heeft een meditatieve betekenis, het is een manier om met de af te beelden god 'in contact' te treden. De schilders gebruiken kleurstoffen afkomstig van planten. De voorstellingen hebben geen witte plekken: elke lege plek wordt opgevuld met bloemen, dieren of geometrische figuren.